# Caridina longirostris
Caridina longirostris е вид десетоного от семейство Atyidae. Видът не е застрашен от изчезване.

## Разпространение и местообитание
Разпространен е във Вануату, Индонезия (Малки Зондски острови и Сулавеси), Малайзия (Саравак), Нова Каледония, Провинции в КНР, Тайван, Фиджи, Филипини и Япония (Кюшу и Рюкю).
Обитава сладководни басейни, реки и потоци.